# Диджипак

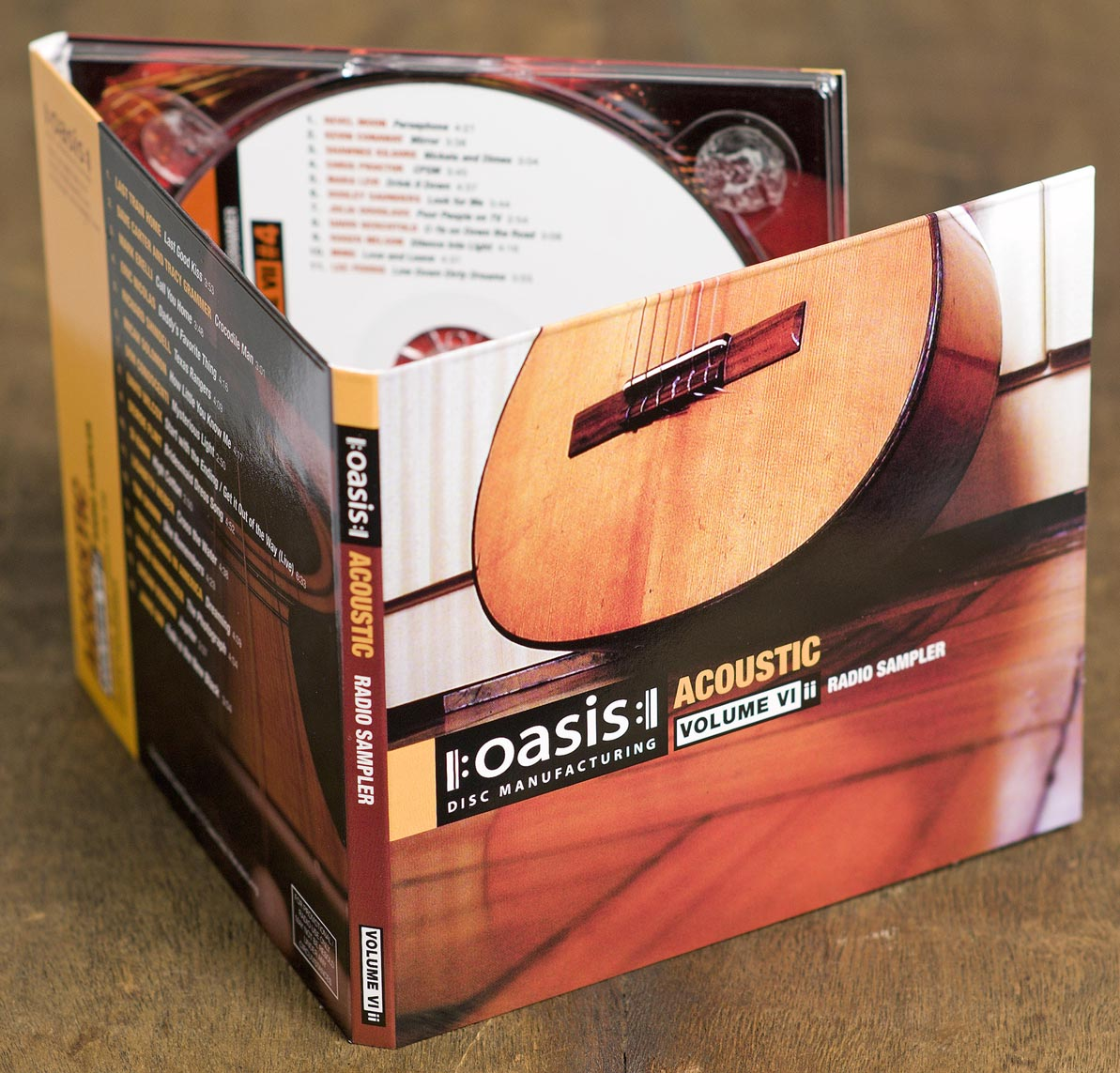
Пример диджипака

Диджипак (англ. digipak) — запатентованное решение для упаковки лазерных дисков, предложенное в начале 1980-х годов голландской компанией Van de Steeg (на сегодняшний день AGI Van de Steeg, входящей в группу MWV, ранее MeadWestvaco). Упаковка представляет собой склеенную картонную обложку, внутри которой закреплен пластиковый лоток-держатель компакт-диска «трей» (англ. tray). Основная идея упаковки состоит в объединении качеств полиграфической картонной обложки и функциональных возможностей пластикового держателя. Диджипак является альтернативой обычным пластиковым коробкам.

## Терминология и общепринятая классификация
В основе иерархии семейства упаковки «диджипак» лежит историческое развитие индустрии цифровых носителей. Выделяют следующие группы упаковок:
- CD DigiPak (диджипак для CD) — упаковки формата ~140х125. В основе упаковки для крепления диска применяется трей для CD (CD size tray), размеры которого были заимствованы из традиционного и наиболее распространённого в 80-90 годы футляра для диска — Jewel case[англ.].
- DVDigiPak (DVD Digipak, диджипак для DVD) — поколение упаковок «диджипак», разработанное в ответ на появление нового формата лазерного диска — DVD. В основе упаковки применяется пластиковый трей увеличенного размера, формат готовой упаковки таким образом составляет ~140x187 мм. При расчёте габаритных размеров для формата принимался во внимание типоразмер футляра для VHS-кассеты. Увеличение габаритных размеров футляра способствовало более эффективному использованию сюжетной выкадровки фильма на лицевой обложке и, как следствие, более эффективным продажам видео-продукции.

Кроме того необходимо отметить форматы, близкие к семейству «диджипак»:
- DigiBox (диджибокс) — формат твердой картонной коробки с откидной лицевой крышкой и пластиковым треем поверх дна
- DigiFile (диджифайл) — формат картонного разворота, аналогичного диджипаку, в которому пластиковый трей заменен на фигурную прорезь для крепления диска (вместо прорези могут быть и иные варианты крепления: ушки, конверт и т. п.)
- DigiStack (диджистек) — формат упаковки, аналогичной диджипаку, внутри которой закреплённые в стопу треи способны перелистываться подобно страницам книги.
- DigiBook (диджибук) — формат упаковки, изготовленной на основе книжного переплёта, внутри которой вклеены элементы для вложения дисков и полиграфии (блок с дисками, подобно традиционному книжному переплёту, закрепляется приклейкой форзацев).
- DigiSmart (диджисмарт) — формат диджипака для упаковки пластиковых карт (обычно для премиальных выпусков).

## Производственный цикл
Любой диджипак состоит из картонной обложки с вклеенным внутрь элементом для крепления диска (обычно применяется пластиковый трей). Обложка изготавливается из цельновырубленной картонной заготовки методом фальцевания и склеивания. Особый принцип формирования раскроя обеспечивает сложение стенок обложки в два слоя, при этом разделяющие стенки торцевые корешки выполняются в один слой — это обеспечивает легкость при сложении конструкции. Упаковки выполняются по модульному принципу и могут содержать в себе различное количество секций (полос), отличаться местоположением, размером и местом крепления пластиковых треев, а также помимо дисков при необходимости обеспечивать размещение в упаковке дополнительных элементов — брошюр (например вклейкой, вложение в прорезь или в карман), дискет, образцов продукции и т. п. Благодаря такому разнообразию возможностей широта спектра упаковок, объединённой идеей диджипака, поистине безгранична.
Промышленный способ производства упаковки диджипак включает следующие технологические цепочки:

### Печать
Полиграфическая печать на картоне (обычно применяется офсетная печать). Для получения наилучших результатов в части конструктивной жесткости при сборке традиционно применяют картоны одностороннего мелования различной толщины — от 0,40 до 0,60 мм.

### Отделка
Отпечатанный лист картона проходит этап первичной отделки — лакирования или припрессовки PP-плёнкой. Отделка не только обеспечивает особый эффект декорирования, но и закрепляет офсетные краски, предотвращая появления изломов на линиях сгиба. Для лакирования могут применяться различные методы: офсетный закрепляющий лак, не дающей заметного визуального эффекта, глянцевый УФ-лак, нанесённый способом флексопечати (реже, в силу экономической нецелесообразности, применяется трафаретный УФ-лак). Для ламинирования горячим или холодным способом могут применяться матовые или глянцевые плёнки толщиной как правило не более 30 мкм.

### Высечка
Подготовленный таким образом картон поступает на участок штанцевания (вырубки), где ему предстоит приобрести оригинальный раскрой, обеспечивающий заготовке сложение и последующую склейку. Для высечки применяются полиграфические прессы тигельного, стоп-цилиндрового или плосковырубного принципа. Целесообразность применения той или иной технологии высечки определяется в первую очередь тиражностью.

### Фальцевание-склеивание
Полученная путём высечки картонная заготовка отделяется от облоя и направляется на участок фальцевания-склеивания. Данная процедура обычно производится на специализированных фальцевально-склеивающих линиях. Особенностью склейки заготовки является необходимость нанесения разрывных клеевых ручьев, что под силу лишь электронно-управляемой системе клеенанесения (использование клеевых спрей-систем с управляемыми клеевыми соплами). Для нормального склеивания заготовки требуется от 3 до 7 клеевых сопл. В некоторых случаях раскрой упаковки требует сложной сборки (к примеру склейка основы + вклейка кармана), тогда возможно склеивание в 2 или более проходов. По склейке различают два типа — плуговый (сгибание происходит вдоль рабочей линии машины) и кассетный (загиб в поперечном направлении за счёт кассетного механизма). Последний способ требует наличия отдельных клеевых сопл на каждую секцию заготовки. Для склеивания традиционно применяется холодный клей, но может использоваться горячий термоклей, что, однако, увеличивает себестоимость заготовки.

### Вклейка трея
Последняя в цепочке технологических звеньев процедура — вклейка пластикового трея. При производстве упаковки диджипак в промышленных масштабах применяются специализированные вкладочные линии. Вклейка трея производится на горячий клей (термоклей), каждый трей требует наличия 2 форсунок (сопл). По завершении технологического цикла производства, вложения дисков и целлофанирования упаковка поступает к потребителю.